# Chigorodó (ort)
Chigorodó är en ort i Colombia.   Den ligger i departementet Antioquía, i den nordvästra delen av landet, 400 km nordväst om huvudstaden Bogotá. Chigorodó ligger 35 meter över havet och antalet invånare är 48 443.
Terrängen runt Chigorodó är platt, och sluttar västerut. Runt Chigorodó är det ganska tätbefolkat, med 72 invånare per kvadratkilometer. Chigorodó är det största samhället i trakten. Omgivningarna runt Chigorodó är en mosaik av jordbruksmark och naturlig växtlighet.